# Mexikanische Badmintonmeisterschaft 1938
Die Mexikanische Badmintonmeisterschaft 1938 fand in Mexiko-Stadt statt. Es war die sechste Auflage der nationalen Titelkämpfe von Mexiko im Badminton.	

## Titelträger
| Disziplin    | Sieger                               |
| ------------ | ------------------------------------ |
| Herreneinzel | Florentino Martínez Rico             |
| Dameneinzel  | Norma Krafft                         |
| Herrendoppel | Florentino Martínez Rico T. O’Gorman |
| Damendoppel  | Norma Krafft J. Gómez Luna           |
| Mixed        | Enrique Mathey Norma Krafft          |